# Campionato mondiale di enduro 2005
Il Campionato mondiale di enduro 2005, sedicesima edizione della competizione ha avuto inizio in Spagna il 2 aprile ed è terminata in Italia il 16 ottobre dopo 9 prove.

## Sistema di punteggio e legenda
| Pos.  | 1  | 2  | 3  | 4  | 5  | 6  | 7  | 8  | 9  | 10 | 11 | 12 | 13 | 14 | 15 | 16 | 17 | 18 | 19 | 20 | 21 > |
| ----- | -- | -- | -- | -- | -- | -- | -- | -- | -- | -- | -- | -- | -- | -- | -- | -- | -- | -- | -- | -- | ---- |
| Punti | 25 | 22 | 20 | 18 | 16 | 15 | 14 | 13 | 12 | 11 | 10 | 9  | 8  | 7  | 6  | 5  | 4  | 3  | 2  | 1  | 0    |

## E1

### Calendario
| Prova | Data          | Gran Premio                 | Località        | Vincitore gara 1     | Vincitore gara 2 |
| ----- | ------------- | --------------------------- | --------------- | -------------------- | ---------------- |
| 1     | 2-3 aprile    | Gran Premio di Spagna       | Guadalajara     | Iván Cervantes       | Iván Cervantes   |
| 2     | 9-10 aprile   | Gran Premio del Portogallo  | Fátima          | Iván Cervantes       | Iván Cervantes   |
| 3     | 7-8 maggio    | Gran Premio d'Italia        | Tolmezzo        | Iván Cervantes       | Iván Cervantes   |
| 4     | 4-5 giugno    | Gran Premio di Spagna       | Guernica        | Iván Cervantes       | Iván Cervantes   |
| 5     | 2-3 luglio    | Gran Premio della Rep. Ceca | Most            | Silvan Petteri       | Silvan Petteri   |
| 6     | 23-24 luglio  | Gran Premio di Francia      | Digne-les-Bains | Iván Cervantes       | Iván Cervantes   |
| 7     | 27-28 agosto  | Gran Premio di Finlandia    | Heinola         | Iván Cervantes       | Iván Cervantes   |
| 8     | 8-9 ottobre   | Gran Premio di Grecia       | Serres          | Iván Cervantes       | Iván Cervantes   |
| 9     | 15-16 ottobre | Gran Premio d'Italia        | Schilpario      | Alessandro Belometti | Simone Albergoni |

### Classifiche finali

#### Piloti
| Pos. | Pilota               | Moto   | Punti |
| ---- | -------------------- | ------ | ----- |
| 1    | Iván Cervantes       | KTM    | 432   |
| 2    | Marc Germain         | Yamaha | 344   |
| 3    | Alessandro Belometti | KTM    | 334   |
| 4    | Simone Albergoni     | Honda  | 325   |
| 5    | Bartosz Oblucki      | Yamaha | 248   |
| 6    | Paul Edmonson        | Honda  | 218   |
| 7    | Maurizio Micheluz    | Yamaha | 195   |
| 8    | Silvan Petteri       | KTM    | 187   |
| 9    | Richard Larsson      | TM     | 170   |
| 10   | Daniele Tellini      | Yamaha | 125   |

#### Costruttori
| Pos. | Costruttore | Punti |
| ---- | ----------- | ----- |
| 1    | KTM         | 372   |
| 2    | Yamaha      | 333   |
| 3    | Honda       | 301   |
| 4    | TM          | 273   |
| 5    | Husqvarna   | 173   |
| 6    | Kawasaki    | 90    |
| 7    | Suzuki      | 64    |
| 8    | Gas Gas     | 23    |

## E2

### Calendario
| Prova | Data          | Gran Premio                 | Località        | Vincitore gara 1 | Vincitore gara 2 |
| ----- | ------------- | --------------------------- | --------------- | ---------------- | ---------------- |
| 1     | 2-3 aprile    | Gran Premio di Spagna       | Guadalajara     | Stefan Merriman  | Stefan Merriman  |
| 2     | 9-10 aprile   | Gran Premio del Portogallo  | Fátima          | Samuli Aro       | Stefan Merriman  |
| 3     | 7-8 maggio    | Gran Premio d'Italia        | Tolmezzo        | Fabien Planet    | Samuli Aro       |
| 4     | 4-5 giugno    | Gran Premio di Spagna       | Guernica        | Stefan Merriman  | Stefan Merriman  |
| 5     | 2-3 luglio    | Gran Premio della Rep. Ceca | Most            | Samuli Aro       | Samuli Aro       |
| 6     | 23-24 luglio  | Gran Premio di Francia      | Digne-les-Bains | Stefan Merriman  | Stefan Merriman  |
| 7     | 27-28 agosto  | Gran Premio di Finlandia    | Heinola         | Valtteri Salonen | Stefan Merriman  |
| 8     | 8-9 ottobre   | Gran Premio di Grecia       | Serres          | Stefan Merriman  | Stefan Merriman  |
| 9     | 15-16 ottobre | Gran Premio d'Italia        | Schilpario      | Stefan Merriman  | Samuli Aro       |

### Classifiche finali

#### Piloti
| Pos. | Pilota             | Moto      | Punti |
| ---- | ------------------ | --------- | ----- |
| 1    | Samuli Aro         | KTM       | 403   |
| 2    | Stefan Merriman    | Yamaha    | 341   |
| 3    | Alessandro Botturi | KTM       | 297   |
| 4    | Fabien Planet      | KTM       | 272   |
| 5    | Bjorne Carlsson    | Husaberg  | 263   |
| 6    | Valtteri Salonen   | Honda     | 220   |
| 7    | Anders Eriksson    | Husqvarna | 203   |
| 8    | Andrea Beconi      | Yamaha    | 200   |
| 9    | Jari Mattila       | Beta      | 181   |
| 10   | Euan McConnell     | Honda     | 161   |

#### Costruttori
| Pos. | Costruttore | Punti |
| ---- | ----------- | ----- |
| 1    | KTM         | 412   |
| 2    | Yamaha      | 392   |
| 3    | Honda       | 267   |
| 4    | Husaberg    | 263   |
| 5    | Husqvarna   | 253   |
| 6    | Gas Gas     | 202   |
| 7    | Beta        | 181   |
| 8    | TM          | 96    |
| 9    | Suzuki      | 66    |
| 10   | Sherco      | 54    |

## E3

### Calendario
| Prova | Data          | Gran Premio                 | Località        | Vincitore gara 1 | Vincitore gara 2 |
| ----- | ------------- | --------------------------- | --------------- | ---------------- | ---------------- |
| 1     | 2-3 aprile    | Gran Premio di Spagna       | Guadalajara     | David Knight     | David Knight     |
| 2     | 9-10 aprile   | Gran Premio del Portogallo  | Fátima          | David Knight     | David Knight     |
| 3     | 7-8 maggio    | Gran Premio d'Italia        | Tolmezzo        | David Knight     | David Knight     |
| 4     | 4-5 giugno    | Gran Premio di Spagna       | Guernica        | David Knight     | David Knight     |
| 5     | 2-3 luglio    | Gran Premio della Rep. Ceca | Most            | David Knight     | David Knight     |
| 6     | 23-24 luglio  | Gran Premio di Francia      | Digne-les-Bains | David Knight     | David Knight     |
| 7     | 27-28 agosto  | Gran Premio di Finlandia    | Heinola         | Marko Tarkkala   | David Knight     |
| 8     | 8-9 ottobre   | Gran Premio di Grecia       | Serres          | David Knight     | David Knight     |
| 9     | 15-16 ottobre | Gran Premio d'Italia        | Schilpario      | David Knight     | David Knight     |

### Classifiche finali

#### Piloti
| Pos. | Pilota              | Moto      | Punti |
| ---- | ------------------- | --------- | ----- |
| 1    | David Knight        | KTM       | 447   |
| 2    | Marko Tarkkala      | KTM       | 371   |
| 3    | Sebastien Guillaume | Gas Gas   | 322   |
| 4    | Mika Ahola          | Husqvarna | 300   |
| 5    | Alessandro Zanni    | Honda     | 282   |
| 6    | Xavier Galindo      | KTM       | 275   |
| 7    | Alessio Paoli       | TM        | 236   |
| 8    | Vita Kuklik         | KTM       | 191   |
| 9    | Thierry Klutz       | Gas Gas   | 170   |
| 10   | Mario Rinaldi       | Husaberg  | 161   |

#### Costruttori
| Pos. | Costruttore | Punti |
| ---- | ----------- | ----- |
| 1    | KTM         | 450   |
| 2    | Gas Gas     | 327   |
| 3    | Husqvarna   | 317   |
| 4    | Honda       | 282   |
| 5    | TM          | 248   |
| 6    | Husaberg    | 194   |
| 7    | Beta        | 110   |